# برتون، ورکسام
برتون (به انگلیسی: Burton) یک  روستا در ولز است که در شهرستان مستقل ورکسام واقع شده‌است.